# Ai suru hito
Ai suru hito (愛人) est un manga josei de Yuki Yoshihara. Quatre volumes sont parus en France et au Japon, la série étant terminée.
L'éditeur français est Panini Comics, l'éditeur japonais est Shogakukan.

## Résume de l'histoire
Folle amoureuse de son professeur, monsieur Chifuyu, Sakiko se retrouve seule et à la rue quand sa mère s'enfuit en pleine nuit faute de pouvoir payer le loyer ! Prête à tout pour rester dans la fac du beau Chifuyu, Sakiko décide d’avoir recours à des méthodes radicales… Dans ce shojo à l’humour sexy, Yuki Yoshihara nous raconte les déboires sentimentaux d’une étudiante complètement déjantée et nymphomane mais adorable !